# Dawn of the Brave
Dawn of the Brave är det tyska a-cappella/power metal-bandet Van Cantos femte studioalbum, utgivet i februari 2014 på Napalm Records. Albumet gavs även ut i begränsad utgåva med bonusspår.
Musikvideor gjordes till "Badaboom" och "Into the West".

## Låtlista
1. "Dawn of the Brave" (instrumental) – 1:08
2. "Fight for Your Life" – 3:59
3. "To the Mountains" – 4:04
4. "Badaboom" – 3:31
5. "The Final Countdown" (Europe-cover) – 4:55
6. "Steel Breaker" – 3:40
7. "The Awakening" – 4:13
8. "The Other Ones" – 4:18
9. "Holding Out for a Hero" (Bonnie Tyler-cover) – 3:50
10. "Unholy" – 3:28
11. "My Utopia" – 5:13
12. "Into the West" (Annie Lennox/Howard Shore-cover) – 4:25
13. "Paranoid" (Black Sabbath-cover) – 3:04

## Medverkande
Musiker
- Dennis "Sly" Schunke – leadsång
- Inga Scharf – leadsång
- Stefan Schmidt – låg rakkatakkasång
- Ross Thompson – hög rakkatakkasång
- Ingo Sterzinger – djup dan-dansång
- Bastian Emig – trummor

Produktion
- Stefan Schmidt – producent, inspelningstekniker
- Charlie Bauerfeind – inspelningstekniker
- Jan Saueressig – inspelningstekniker
- Armin Haas – inspelningstekniker
- Thomas Geiger – redigering
- Ronald Prent – mixning
- Fieke van den Hurk – mixning
- Jürgen Lusky – mastering
- Stefan Heilemann – albumkonst, foto
- Saskia Horländer – foto

## Inspelningsinformation
Inspelningsstudior
- Hofa Studios, Karlsdorf, Baden-Württemberg
- Exajoule Studios, Bingen, Rheinland-Pfalz
- FZW, Dortmund, Nordrhein-Westfalen
- Mind-EQ.com, Bayreuth, Bayern